# Ankerordnung
Ankerordnung bezeichnet in der historischen Seefahrt eine militärtaktische Ausrichtung von Segelschiffen einer ankernden Kriegsflotte oder eines ankernden Verbandes.

## Geschichte / Entwicklung
Mit der Anfang des 16. Jahrhunderts erstmals erfolgreich von Portugiesen bei Seegefechten eingesetzten Kiellinienformation verbreitete sich diese Seekriegstaktik insbesondere im 17. Jahrhundert auch bei anderen Nationen und hielt somit auch Einzug in einschlägige Militärpublikationen und Vorschriften der jeweiligen navalen Streitkräfte. So publizierte erstmals Admiral Robert Blake 1653 in den English Navy's Fighting Instructions entsprechende Vorgaben für die Royal Navy, die daraufhin ihre Seekriegstaktik entsprechend änderte. Auch die französischen Militärtaktiker Paul Hoste, Sébastien-François Bigot de Morogues und Bourde de Villehuet verschrifteten für die Marine nationale entsprechende taktische Vorgaben in den Dienstvorschriften. Die 1763 von Bigot de Morogues publizierte Tactique navale war dabei offenbar von solch vorzüglicher Qualität, dass sie durch entsprechende Übersetzungen auch sehr schnell Einzug in den englischen und niederländischen Sprachraum fand und hierüber auch Einfluss auf die Seetaktiken anderer Nationen nahm.
In der Folge ging man dazu über, nicht nur Taktiken für das Gefecht und für den Marschweg zum oder aus dem Gefecht heraus zu entwickeln, sondern auch Überlegungen anzustellen, wie Flotten an bestimmten Örtlichkeiten (Hafen, Passagen, Buchten) zu ankern haben, ohne hierbei taktische Vorteile zu verlieren. Diese in einigen Publikationen „Ankerordnung“ genannte Positionierung von Schiffen wurden dabei vereinheitlicht und hielten ebenfalls Einzug in die Seekriegstaktik der Marinen verschiedener Nationen.

## Grundsätzlichkeiten und Idealpositionen

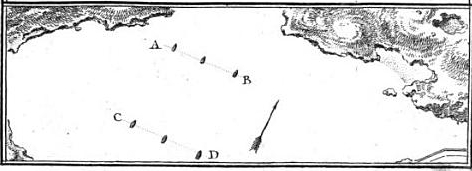
"Sur le Mouillage" (Unter Anker) nach Ozanne: Eine in zwei Linien ankernde Flotte (AB + CD)

Grundlegender Vorteil der Ankerposition eines Segelkriegsschiffes ist, dass dieses bei einem oder mehreren neben dem Schiff herabgelassenen Ankern, die als Angelpunkte fungieren, über die Ankertaue völlig wind- und strömungsunabhängig manövriert bzw. gedreht werden konnte, wenn genügend Wasser rund um das ankernde Schiff vorhanden war. In der Folge konnte also das gesamte Schiff samt seinen Kanonen durch das Einholen oder Lösen der Ankertaue in Richtung herannahenden Feind ausgerichtet werden und somit eine gute Ausgangsposition für eine erfolgreiche Verteidigung geschaffen werden.
Die ankernden Schiffe wurden somit zu schwimmenden Batterien.
Im Idealfall waren die ankernden Schiffe dabei so positioniert, dass alle erdenklichen Annäherungsrichtungen des Feindes abgedeckt waren und dabei möglichst komplette Breitseiten ins Ziel gebracht werden konnten, gleichzeitig aber auch eine vorteilhafte Position für Segelmanöver aus der Ankerordnung heraus eingenommen wurde.
Obwohl die Schiffe an den Ankerleinen lagen, wurden somit auch bestimmte Vorkehrungen getroffen, um ggf. schnell Fahrt aufnehmen oder bestimmte Segelmanöver wie Marschordnungen oder Gefechtsordnungen einnehmen zu können. So wurden die Schiffe im Idealfall senkrecht zum Wind auf möglichst offener See positioniert, was für einen schnellen Aufbruch sehr günstig war und die Gefahr minimierte, beim Lichten der Anker durch den Wind an Land geworfen zu werden. Die Schiffe lagen dabei in Linie ankernd mindestens eine Kabellänge weit auseinander, um beim Ankerlichten nicht zusammenzustoßen. Konnte die gesamte Flotte nicht auf einer Linie ankern, wurden mehrere parallele Ankerlinien eingenommen, die einen Mindestabstand von 300 Klaftern zueinander hatten.
Das Ankerlichten wurde bei in einer Linie liegenden Schiffen dabei möglichst gleichzeitig vollzogen, um schnell eine der zuvor genannten Evolutionen einnehmen zu können. Das Ankern in einer statt in mehreren parallelen Linien war hierbei von Vorteil, da so schneller Marsch- oder Linienformationen aus der Ankerordnung heraus eingenommen werden konnten. Lagen die Schiffe in mehreren parallelen Linien, lichteten die am weitesten außen liegenden Schiffe zuerst die Anker, gefolgt von den jeweils daneben liegenden, bis alle Schiffe an ihre Stelle der einzunehmenden Formation gesegelt sind.